# كارل أكرلف
كارل أكرلف ( بالإنجليزية: Carl Akerlof) عالم في فيزياء الجسيمات وعلم الفيزياء الفلكية في جامعة ميتشيغان. بدأ التجربة الروبوتية العابرة البصرية ROTSE. بذل جهدًا رائعا لإيجاد عبور ضوئي فلكي فيزيائي سريع، ولا سيما انفجارات أشعة جاما. وهو عضو الجمعية الفيزيائية الأمريكية. شارك في تأليف أكثر من 400 ورقة مع 1500 متعاون، والتي تم الاستشهاد بها أكثر من 6000 مرة.

## بداية عمله
جاء أكرلف من عائلة من العلماء. كان والده وعمه من الكيميائيين الفيزيائيين الذين عملوا في مشروع مانهاتن خلال الحرب العالمية الثانية. أخوه جورج أكرلوف، هو خبير اقتصادي حائز على جائزة نوبل. حصل كارل أكيرلف على درجة البكالوريوس في جامعة ييل عام 1960 وحصل على درجة الدكتوراه في جامعة كورنيل عام 1967. وفي عام 1969 التحق بجامعة جامعة ميتشيجان، حيث بقي فيها منذ ذلك الحين.

## التحول الي الفيزياء الفلكية
درس أكرلف في البداية التفاعلات القوية والكهرمغنطيسية للجسيمات الأولية في عدد من التجارب في الساتلكرون الإلكترون بجامعة كورنيل، ومختبر أرجون الوطني، وفيرميلاب، ومعجل ستانفورد الخطي. بدأت اهتماماته تتحول إلى الفيزياء الفلكية في عام 1980 مع استكشاف كيفية تطبيق تقنيات فيزياء الجسيمات عالية الطاقة على الفيزياء الفلكية. أظهر الجهد الأكبر على طول هذه الخطوط على الرغم من التمني الكبير من قبل عدد من علماء الفيزياء، لا يمكن الكشف عن monopoles المغناطيسي بواسطة الموجات الصوتية التي يمكن توليدها في الموصلات الكهربائية. في عام 1986، بدأ في البحث عن إشعاع أشعة جاما من أصل كوني باستخدام زوج من مركّزات الطاقة الشمسية في مختبر سانديا الوطني كمجمع للضوء. تحول هذا العمل بالتعاون مع مجموعة. أخرج هوبكنز، أريزونا من قبل أسبوع تريفور الذي أدى إلى اكتشاف غير متوقع لمثل هذا الإشعاع من نواة المجرة النشيطة في مسافات كونية. بعد بضع سنوات، مفتونًا بسرقة الانفجارات الكونية الساطعة التي أطلق عليها رشقات أشعة g اما، بدأ سلسلة من التجارب في عام 1992 للبحث عن آثار بصرية فورية لهذه الأحداث العنيفة، وبلغت ذروتها في ملاحظة بصرية ناجحة في 23 يناير 1999.

## التعاون الدولي
عمل أكرلف على تعزيز التعاون الدولي، بما في ذلك إجازة عام 1974 في الاتحاد السوفييتي للعمل على إجراء تجربة في مسرّع الجسيمات 70 GeV في Serpukov. أنتجت الرحلة القليل من العلوم ولكنها قدمت رؤى مهمة فيما يتعلق بالصعوبات التنظيمية التي واجهها الفيزيائيون الروس في العقد الأخير من النظام السوفياتي.
بهدف تشجيع الدول الأخرى على إيجاد طرق فعالة لبحث الفيزياء الفلكية المثيرة للاهتمام وبأسعار معقولة، قام بزيارة عدد من الدول بما فيها الصين وإيران وجنوب أفريقيا وتايلاند. أهم إسهاماته في هذا المجال هي «تعاون ROTSE» التي قام ببناء وتشغيل أربعة مقاريب آلية روبوتية في أربع قارات في أستراليا والولايات المتحدة وناميبيا وتركيا. استمر هذا المشروع نحو عشر سنوات، ونجح في رصد انفجارات أشعة غاما والمستعرات الأعظمية supernovae. استفاد بها طالب سابق في جامعة ميشيغان، وهو يوفي روجبكورن (بالإنجليزية: Wiphu Rujopkorn)، من بيانات تصوير ROTSE لإرشاد أطفال المدارس في تايلاند حول أسرار علم الفلك.

## الأكتشافات العلمية
اشتهر أكرلف بعمله في تحديد جدوى عمليات البحث في الوقت الحقيقي عن العابرين البصريين والملاحظات اللاحقة لعدد كبير من رشقات أشعة غاما والمستعرات الأعظمية (supernovae). كما كان مشاركًا في اكتشاف أشعة جاما TeV من نوع النوى المجرة النشطة والمعروفة باسم "blazars". نظرت ناسا في اكتشافه للإشعاع الضوئي من GRB990123 واحدة من الاكتشافات العشرة الأوائل في ذلك العام. وقد استشهد على نطاق واسع بعمله السابق في فيزياء الجسيمات. وفي الآونة الأخيرة، دفعته نشاطاته التعليمية إلى تقديم عدد من تجارب الفيزياء الفلكية في المناهج الدراسية للمختبرات الجامعية.